# Jørgen Iversen Dyppel
Jørgen Iversen Dyppel (25. februar 1638 i Helsingør – 1683) var den første guvernør på St. Thomas i Dansk Vestindien. Dyppel var guvernør i perioden 1672 til 1680.

## Baggrund
Dyppel var søn af en bager fra Sønderjylland. Navnet Dyppel er en variant af "Dybbøl".
Efter endt uddannelse tog Dyppel til Vestindien for at handle med briter og hollændere. Han bosatte sig i St. Christopher, hvor han efterhånden selv drev forretninger, i årene 1660-65 i kompagniskab med tre hollændere. Sandsynligvis var det da, han lagde sig penge op. Men hans skib og varelast blev opbragt og plyndret af en britisk pirat, og Dyppel vendte hjem til Danmark i 1665, hvor han giftede sig med Birgitte Pedersdatter i 1670. Han havde opnået en ret høj status og var kendt i kongelige kredse.
Med sin erfaring fra Vestindien var han ønsket af det nyoprettede Vestindisk-guineisk Kompagni som første guvernør på øen Sankt Thomas for en periode på tre år. Han tiltrådte officielt stillingen 26. maj 1672 (Westergaard bruger 25. maj som dato) ved sin ankomst. Skibet Færø var ankommet 25. maj.

## Årene som guvernør
St. Thomas havde tidligere været beboet af nogle engelske nybyggere, men disse havde forladt St. Thomas da Dyppel og hans mænd kom frem til øen. De første opgaver som blev påbegyndt var skovrydning, anlæggelse af veje og oparbejdning af dyrkelse af marker. Fordi danskerne ikke var vant til det tropiske klima eller tropesygdommene, samt prøvelserne ved den fransk-hollandske krig og krigene mellem englændere og hollændere, blev koloniseringsforsøget mere tidkrævende end planlagt. Dyppels engagement blev derfor udvidet. Dyppel fik noget hjælp fra briterne på Tortola. Han havde også hollændere til at bistå opbygningen af kolonien. Det skabte problemer med Frankrig, som gik til et mislykket angreb på St. Thomas 2. februar 1678. 
For at holde disciplin i sin flok, udøvede Dyppel en meget streng justits, især overfor straffangerne, der var en uundværlig del af arbejdsstyrken. En af dem fik sin ene fod hugget af efter et flugtforsøg. Dyppels egen arbejdsbyrde var enorm; i første række administration, men også praktiske opgaver, da han drev plantager og privat handel. Han mødte stærk modstand fra andre plantageejere og begyndte at drikke for meget. Men han fik rejst et fort, bygget en vej over øen og etableret et handelsnetværk med de omgivende øer.
Opgaven med at forsvare St. Thomas fra angreb var krævende; og i september 1679 bad Dyppel Vestindisk-guineisk Kompagni om at finde en erstatning for ham. Dyppel gik af som guvernør 4. juli 1680 og overlod guvernørposten til Nicolai Esmit. Vestindisk-guineisk Kompagni gav Dyppel tilbud om at blive guvernør på ny i 1682.
Dyppel lod sig overtale; men det viste sig svært at finde mandskab i Danmark til en færd til Vestindien. I stedet blev straffanger taget med, under løfte om frihed efter udholdt tjeneste. Under overfarten med skibet Havmanden gjorde fangerne mytteri omkring nytårsaften 1683, og Dyppel blev kastet over bord sammen med et af sine børn. Mytteristerne gik i land på den svenske kyst. De ni oprørsledere blev senere henrettet i København. Dyppels kone overlevede og giftede sig med en plantageejer på St. Thomas. Anna van Ockeren, som var gift med Dyppels førstefødte søn, giftede sig senere med den fremtidige guvernør Claus Hansen. 